# Aradus serratus
Aradus serratus är en insektsart som beskrevs av Robert L. Usinger 1936. Aradus serratus ingår i släktet Aradus och familjen barkskinnbaggar. Inga underarter finns listade i Catalogue of Life.